# Nederlandse Esperanto-Vereniging
De Nederlandse Esperanto-Vereniging (Esperanto: Nederlanda Esperanto-Asocio) is opgericht in 1905 en de Federatie van Arbeiders-Esperantisten (Federacio de Laboristaj Esperantistoj) is opgericht in 1911. De verschillende Esperanto-organisaties werkten samen in de Federatie van Esperanto-organisaties in Nederland, FEN (Federacio Esperantista de Nederlando) tot zij fuseerden op 24 september 1994 tot de vereniging Esperanto Nederland. Sommige van deze voorlopers ontstonden na de Tweede Wereldoorlog, een tijd waarin Nederland nog sterk verzuild was, en dienden de diverse maatschappelijke groepen. Een paar jaar na de fusie sloten ook de Nederlandse Groep van Onderwijzers over Esperanto (Nederlanda Grupo de Geinstruistoj pri Esperanto) en de Christelijke Unie van Nederlandse Esperantisten (Kristana Unuiĝo de Nederlandaj Esperantistoj) zich aan.
In 1938 werd door twee Nederlandse Esperanto-onderwijzers het eerste Internationale Jongeren Congres georganiseerd, in Groet, Noord-Holland. Er kwamen ongeveer 200 jongeren uit 10 landen die samen besloten tot de oprichting van de Wereldwijde Esperanto Jongeren Organisatie (Tutmonda Esperantista Junulara Organizo, TEJO). 27 Jaar later, in 1965, werd de Nederlandse Esperanto Jongeren vereniging, NEJ, opgericht.

## Vakgroepen
- De Nederlandse Groep van Esperanto-leraren (Esperanto: Nederlanda Grupo de Geinstruistoj pri Esperanto, NGGE) richt zich op onderwijs in het Esperanto en is aangesloten bij de Internationale Bond van Onderwijzers-Esperantisten, (Internacia Ligo de Esperantistaj Instruistoj, ILEI).

- De Christelijke Unie van Nederlandse Esperantisten (Kristana Unuiĝo de Nederlandaj Esperantistoj, KUNE) die aangesloten is bij de Christelijke Internationale Esperantisten-Vereniging (Kristana Esperantista Ligo Internacia, KELI).

De volgende vakgroepen zijn niet meer actief:
- NK - Nederlanda Katoliko
- NOSOBE - Nederlanda Societo de Blindaj Esperantistoj
- FERN - Fervojista Esperantista Rondo Nederlanda
- ANSE - Asocio Nederlanda de Sciencistoj Esperantistaj

## Congressen
In Nederland is een Esperanto-Wereldcongres georganiseerd in 1920 (Den Haag), in 1954 (Haarlem), in 1964 (Den Haag), in 1967 (Rotterdam) en in 1988 (Rotterdam). Na het ontstaan van Esperanto Nederland in 1994 is in 2008 (Rotterdam) dit congres georganiseerd.